# Ernesto Almirante
Ernesto Almirante (* 24. September 1877 in Mistretta; † 13. Dezember 1964 in Bologna) war ein italienischer Schauspieler.

## Leben
Almirante stammt aus einer Schauspielerfamilie und spielte seit seiner Kindheit neben seinem Vater Nunzio und seinen Geschwistern Giacomo, Luigi und Mario sowie seiner Cousine Italia. Während seiner Laufbahn war er durch seine langbeinige, staksig wirkende Figur kaum in romantischen Hauptrollen zu sehen, sodass er bald als Agent hinter den Kulissen arbeitete und verschiedene Schauspielgruppen organisierte. Nachdem er bereits 1919 eine Rolle im in Turin gedrehten Federica d'Illirio von Eleuterio Rodolfi gespielt hatte, überredete ihn Guido Brignone 1935 zu einer kleinen Rolle in seinem Film Passaporto rosso. Erst vier Jahre später jedoch begann Almirante diese Karriere ernsthaft weiterzuverfolgen und entwickelte sich zu einem der fleißigsten und gefragtesten Charakterdarsteller des italienischen Kinos. Nach dem Zweiten Weltkrieg verkörperte er den Typus des alten Herren aus der Belle Époque, der dieses Lebensgefühl in die bürgerlichen Familien der Filme von Alessandro Blasetti, Federico Fellini und mit Totò herüberrettete. Almirantes Brüder, die für ähnliche Rollentypen engagiert wurden, bieten allerdings hohes Verwechslungspotential.
1955 beendete Almirante seine Filmkarriere und zog in ein Altersheim für Schauspieler in Bologna, in dem noch ein Dokumentarfilm gedreht wurde, der zu seiner letzten Arbeit wurde, Chi è di scena?.
Giorgio Almirante ist sein Neffe.

## Filmografie (Auswahl)
- 1919: Federica d'Illiria
- 1935: Passaporto rosso
- 1939: Ai vostri ordini, signora
- 1950: Der Göttergatte (Prima comunione)
- 1950: Herzen kennen keine Grenzen (Cuori senza frontiere)
- 1951: Räuber und Gendarm (Guardie e ladri)
- 1952: Die bittere Liebe (Lo sceicco bianco)
- 1955: Der Lebensretter (Il coraggio)
- 1955: Destinazione Piovarolo